# Аррениус (лунный кратер)
Кратер Аррениус (лат. Arrhenius), не путать с кратером Аррениус на Марсе, — ударный кратер, расположенный у юго-западного лимба на обратной стороне Луны. Название дано в честь выдающегося шведского физико-химика и астрофизика, лауреата Нобелевской премии по химии (1903), Сванте Августа Аррениуса (1859—1927) и утверждено Международным астрономическим союзом в 1970 г.

## Описание кратера

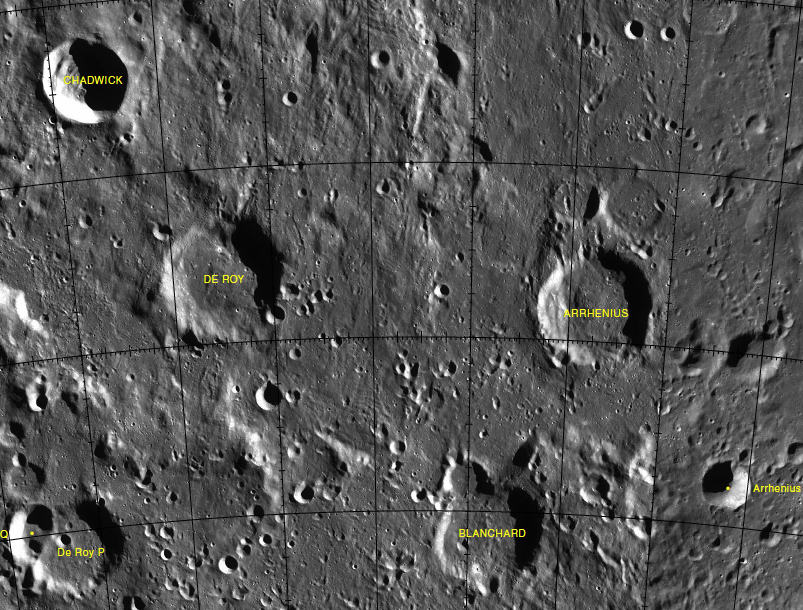
Окрестности кратера Аррениус. Фрагмент карты LAC-135.

Ближайшими соседями кратера являются кратер Андерссон на севере-северо-востоке; кратер Пилятр на юге-юго-востоке; кратер Чаппи на юге; кратер Бланшар на юге-юго-западе и кратер Де Руа на западе. Селенографические координаты центра кратера — 55°35′ ю. ш. 91°27′ з. д. / 55,58° ю. ш. 91,45° з. д., диаметр — 41 км, глубина — 2,75 км.
Вал кратера за время своего существования подвергся воздействию последующих импактов, округливших кромку вала и понизивших его высоту. Высота вала над окружающей местностью составляет 1030 м, объем кратера приблизительно 1200 км³. В северной части вала имеется зубец, в юго-восточной — выступ. Юго-западную часть вала перекрывает небольшой кратер. Дно чаши кратера сравнительно ровное, без приметных структур. Центральный пик отсутствует.
Несмотря на расположение на обратной стороне Луны кратер может наблюдаться с Земли при благоприятной либрации.

## Сателлитные кратеры
| Аррениус | Координаты                                            | Диаметр, км |
| -------- | ----------------------------------------------------- | ----------- |
| J        | 57°31′ ю. ш. 88°27′ з. д. / 57,52° ю. ш. 88,45° з. д. | 17,0        |

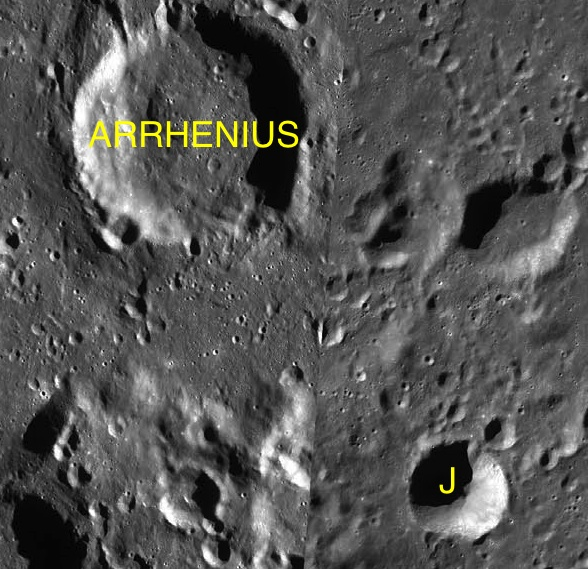
Фрагмент карты LAC-135.

- Сателлитный кратер Аррениус P в 1991 г. переименован в кратер Бланшар.